# Ipilimumab
Ipilimumab (MDX-010; Handelsname Yervoy) ist ein biotechnologisch hergestellter, vollständig humaner monoklonaler Antikörper, der in der Behandlung von Melanomen, Nierenzellkarzinomen, Mesotheliomen sowie bestimmten Formen von nicht-kleinzelligem Bronchialkarzinom oder metastasiertem Colonkarzinom eingesetzt wird. Die Wirkung richtet sich gegen das Protein CTLA-4.

## Zulassung und Vermarktung
In der Europäischen Union wurde Yervoy durch die Europäische Kommission im Juli 2011 zugelassen, in den USA erfolgte die Zulassung durch die amerikanische Gesundheitsbehörde FDA bereits im März 2011. Hergestellt wird Yervoy durch Bristol-Myers Squibb.

## Herstellung
Ipilimumab ist ein vollständig humanisierter monoklonaler Antikörper vom Typ IgG1κ, der aus insgesamt 1324 Aminosäuren besteht. Hergestellt wird dieser Antikörper in einer Zelllinie von Ovarien des chinesischen Hamsters (CHO-Zellen), wobei auch ein Prozess in Hybridom-Zellen entwickelt wurde.

## Wirkungsspektrum

Ein malignes Melanom der Haut

Ipilimumab wird in der Behandlung von malignen Melanomen, einer aggressiven Form von Hautkrebs eingesetzt. Cytotoxische T-Zellen (CTLs) sind durch Rezeptoren an ihrer Oberfläche in der Lage, Krebszellen zu erkennen und zu zerstören, da diese an deren Oberfläche Antigene produzieren, die vom Immunsystem erkannt werden und die Krebszellen daraufhin eliminiert. Dendritische Zellen zum Beispiel dienen dazu, um den T-Zellen Antigene zu präsentieren und so eine Immunantwort hervorzurufen. Gleichzeitig wird die Immunantwort jedoch durch bestimmte Rezeptoren wie z. B. CTLA-4 (engl. Cytotoxic T-Lymphocyte Antigen 4) an der T-Zelle, welche kompetitive Bindungen mit bestimmten ko-stimulierenden Signalen (z. B. B7) auf Antigen präsentierenden Zellen eingehen, reguliert und abgeschwächt, um eine Überreaktion zu verhindern. Dadurch können aber auch Krebszellen nicht mehr zerstört werden. Der monoklonale Antikörper Ipilimumab greift in diesen Zyklus ein, schwächt das inhibitorische Signal von CTLA-4 und wirkt daher als Verstärker der T-Zellfunktion. Dadurch kommt es zur Aktivierung von T-Zellen, Proliferation sowie zur Infiltration von Lymphozyten in den Tumor und somit zum Absterben von Tumorzellen. Eine 2011 durchgeführte klinische Phase-III-Studie zeigte eine signifikante Steigerung der Gesamtüberlebensdauer bei kombinierter Anwendung von Ipilimumab und dem Zytostatikum Dacarbazin im Vergleich zu einer ausschließlichen Behandlung mit der Chemotherapie. Die Fünfjahresüberlebensrate der Patienten, welche mit Dacarbazin und Ipilimumab behandelt wurden, lag bei 18,2 %, bei der Kontrollgruppe bei 8,8 %.

## Klinische Anwendung
Ipilimumab ist als Konzentrat für Infusionen verfügbar. Verabreicht werden 3 mg Ipilimumab pro kg Körpergewicht als Infusion in einem Zeitraum von 90 Minuten. Insgesamt wird Ipilimumab alle drei Wochen verabreicht, wobei mit vier Dosen die Therapie durchgeführt wird.
Als sehr häufige Nebenwirkungen werden Appetitlosigkeit, Durchfall, Hautausschlag und Müdigkeits- oder Schwächegefühle angeführt.
In Kombination mit Nivolumab ist Ipilimumab bei einigen Melanomen wirksamer als eine anti-PD1-Monotherapie.